# 霍斯特維爾 (加利福尼亞州)
霍斯特維爾（英語：Horstville）是位於美國加利福尼亞州尤巴縣的一個非建制地區。該地的面積和人口皆未知。

## 地理
霍斯特維爾的座標為39°01′41″N 121°23′30″W / 39.02806°N 121.39167°W，而該地的平均海拔高度為34米（即112英尺）。